# Yahya ibn Ibrahim
Yahya ibn Ibrahim (en árabe يحيى بن إبراهيم), líder de la tribu bereber de los Gudala en la primera mitad del siglo XI, fue junto con Abdalá Ben Yasin fundador del movimiento de los almorávides.

## Genealogía
Se sabe muy poco sobre los años de juventud de Yahya ibn Ibrahim y de sus antecedentes familiares. Era cuñado de Abu Abdallah Muhammad ibn Tifat, jefe de la tribu Lamtuna, que había tratado de renovar el pacto de la confederación de los Sanhaya alrededor de 1035, pero que murió en 1038.

## Vida
Alrededor del año 1040 Yahya ibn Ibrahim fue en peregrinación a la Meca. A su regreso, se detuvo en Cairuán, donde se encontró con Abu Imran al-Fasi, erudito en leyes malikís. Reconociendo la ignorancia de los Sanhaya de las leyes islámicas, le pidió a al-Fasi que le designara a un alfaquí para que educara a su gente. Tras varias deliberaciones se eligió a Abdallah ibn Yasin, un joven alfaquí sanhaya.
Yahya bin Ibrahim convenció a Ibn Yasin en 1046 a asumir las tareas de enseñanza a los Gudala. Sin embargo, Ibn Yasin resultó ser un estricto seguidor de una Sunna puritano-ortodoxa, que con el tiempo fue encontrando cada vez más rechazo entre los miembros de la tribu de Yahya. Cuando Yahya ibn Ibrahim murió en 1048, Ibn Yasin fue expulsado por los Gudala poco después y se salvó a la tribu vecina de los Lamtuna, donde se convirtió en la fuerza propulsora del movimiento almorávide.